# Billy Elliot
Billy Elliot je britské filmové drama odehrávající se ve Velké Británii za stávky tamních horníků. Vypráví příběh jedenáctiletého chlapce jménem Billy Elliot, který chce využít svůj baletní talent a to i přes nepřízeň vlastní rodiny. Děj se odehrává v malém pobřežním městečku v severní Anglii okolo roku 1984.
Roku 2004 vznikl na motivy filmu stejnojmenný muzikál.

## Děj
Příběh filmu se odehrává během stávky horníků v anglickém maloměstě. Hlavní hrdina Billy Elliot je jedenáctiletý kluk, který touží po baletní kariéře, jeho otec i dospělý bratr Tony se účastní stávky. Billyho maminka již umřela, s rodinou žije babička Billyho a Tonyho.
Billy je tatínkem nucen navštěvovat hodiny boxu, sport jej však nebaví. Tajně začne chodit do baletu. Jeho baletní učitelka v něm objeví baletní talent a postupně ho začne soukromě zadarmo vyučovat. Následně Billyho tatínek zjistí, že Billy přestal boxovat a začal dělat balet. Spolu s Tonym mu balet zakážou, přesto Billy stále ve výuce pokračuje.
Jednou však otec vidí Billyho tančit a uvědomí si, jaký talent Billy má a jak chybné je mu bránit v jeho rozvíjení. Sám ho vezme k přijímacímu řízení do Královské baletní školy v Londýně a Billy je ve svých 11 letech přijat.
Závěrečná scéna filmu probíhá o 14 let později, kdy Billyho otec a Tony nadšeně sledují Billyho vystupujícího v Matthew Bournově inscenaci Labutího jezera.

## Úspěchy
Billy Elliot byl nominován na tři Oscary – za nejlepší herečku ve vedlejší roli, nejlepší režii a nejlepší originální scénář. V roce 2004 skončil Billy Elliot jako 39. nejlepší britský film v britském časopisu Total Film.

## Soundtrack
Soundtrack vyšel 11. března 2002, obsahuje známé rockové a punk rockové písně a úryvky důležitých dialogů z filmu.
1. Cosmic Dancer – T.Rex
2. Boys Play Football – dialog
3. Get It On (Bang a Gong) – T.Rex
4. Mother's Letter – dialog
5. I Believe – Stephen Gately
6. Town Called Malice – The Jam
7. The Sun Will Come Out – dialog
8. I Love to Boogie – T.Rex
9. Burning Up – Eagle-Eye Cherry
10. Royal Ballet School – dialog
11. London Calling – The Clash
12. Children of the Revolution – T.Rex
13. Audition Panel – dialog
14. Shout to the Top – The Style Council
15. Walls Come Tumbling Down – The Style Council
16. Ride a White Swan – T.Rex